# 安備縣
安備縣，是明代交阯承宣布政使司下轄的一個縣，治所可能在今越南廣南省桂山縣。

## 沿革
- 永樂十二年三月庚子，設交阯升、華、思、義四州，俱隸升華府，在化州以南統黎江等十一縣，原為黎季犛所取占城之地[4]。
- 永樂十三年夏四月壬申，置安備縣，屬升華府升州[5][6]。